# Universidad Católica Boliviana San Pablo
La Universidad Católica Boliviana "San Pablo" (UCB) es una universidad perteneciente al Sistema de la Universidad Boliviana, con sede principal en la ciudad de La Paz, Bolivia. Es una de las instituciones educativas más importantes y representativas del país, siendo reconocida en 2017 como una de las 300 mejores universidades de América Latina. Fue oficialmente fundada por el Monseñor Gennaro Prata Vuolo el 1 de agosto de 1966 bajo la dependencia y control de la Conferencia Episcopal Boliviana.
Además de su campus principal en La Paz, la Universidad Católica Boliviana cuenta con tres sedes en Cochabamba, Santa Cruz de la Sierra y Tarija además de unidades académicas campesinas localizadas en las zonas rurales de Bolivia, la Facultad Teología "San Pablo" y la Facultad Seton Enfereria  en Cochabamba y cuenta con alrededor de 17 000 estudiantes de nivel pregrado y 2 000 de nivel postgrado. La Universidad está conformada por 6 facultades y departamentos, ofreciendo en conjunto 52 carreras a nivel pregrado impartidos a través de 85  programas de pregrado en sus cuatro sedes, unidades académicas campesinas y obras de la Iglesia con cobertura académica de la UCB
El QS World University Rankings 2022, elaborado por la empresa británica Quacquarelli Symonds, cataloga a la Universidad Católica Boliviana como la mejor y más prestigiosa universidad de Bolivia, destacando su reputación académica, impacto en áreas de investigación y calidad de profesores.

## Historia

### Inicios
La fundación de la Universidad Católica Boliviana tiene sus orígenes en el año 1962, cuando el Monseñor Gennaro Prata Vuolo con Monseñor  Carmine Rocco y el Dr. Luis Adolfo Siles Salinas establecieron el "Comité Pro de Obispos Universidad Católica", con el objetivo de fundar una institución de educación superior inspirada en los principios de la Iglesia Católica.
Tres años más tarde, el 16 de julio de 1966 la universidad es establecida en La Paz bajo el nombre de Instituto Superior de Economía y Empresa. El primer rector fue el Monseñor Gennaro Prata. Las clases iniciaron formalmente el 14 de mayo de ese año. El 16 de julio de 1966, el instituto pasa a la fundación misma de la Universidad Católica Boliviana "San Pablo", con la promulgación del decreto de fundación emitido por la Conferencia Episcopal Boliviana. El 1 de agosto de ese mismo año, el gobierno de la República emitió un decreto supremo autorizando el funcionamiento de la universidad bajo control y dependencia de la Conferencia Episcopal. El 21 de marzo de 1994, el decreto supremo fue elevado a rango de Ley, la cual recononce que la Universidad Católica Boliviana es una institución de derecho público que goza de autonomía académica y económica, desvinculando a la institución del control de la Conferencia Episcopal.
El 26 de febrero de 1971, la Universidad Católica Boliviana fundó un segundo campus e inició formalmente sus actividades en Cochabamba con la apertura de la carrera de filosofía. En 1995, la Universidad implementa el Programa de Maestrías para el Desarrollo, con la cooperación del Harvard Institute for International Development. Tras la revisión del sistema académico, el programa llegó a posicionarse como uno de los mejores y más exitosos programas de postgrado en Bolivia.

## Facultades y Departamentos

### Facultad de Ciencias Económicas, Administrativas y Financieras
- Administración de Empresas
- Economía

- Contaduría Pública

- Ingeniería Comercial
- Administración Turística
- Ingeniería Financiera
- Ingeniería Empresarial
- Ingeniería en Innovación Empresarial
- Marketing y Medios Digitales
- Economía e Inteligencia de Negocios

### Facultad de Ciencias Sociales y Humanas
- Ciencias de la Comunicación Social
- Antropología
- Filosofía y Letras
- Teología
- Psicología
- Psicopedagogía

### Facultad de Derecho y Ciencias Políticas
- Ciencias Políticas y Relaciones Internacionales
- Derecho

### Facultad de Ingeniería
- Ingeniería Ambiental
- Ingeniería Biomédica
- Ingeniería Civil
- Ingeniería de Sistemas / Ingeniería de Software
- Ingeniería de Telecomunicaciones
- Ingeniería Industrial
- Ingeniería Mecatrónica
- Ingeniería Química
- Ingeniería Biotecnología
- Ingeniería Agronegocios
- Ingeniería de Internet de las Cosas
- Ingeniería en Energía
- Ingeniería Bioquímica y de Bioprocesos

### Departamento de Arquitectura y Diseño Gráfico
- Arquitectura
- Arquitectura de Interiores
- Diseño Gráfico
- Diseño Digital

### Departamento de Salud
- Medicina
- Odontología
- Kinesiología y Fisioterapia
- Licenciatura en Enfermería

### Escuela de la Producción y la Competitividad, La Paz
- Negocios y Ciencia de Datos
- Negocios y Diseño
- Negocios y Tecnologías de la Información
- Negocios Internacionales
- Creación y Desarrollo de Empresas
- Gestión y Emprendimiento (Técnico Superior)

## Infraestructura

### Biblioteca Central

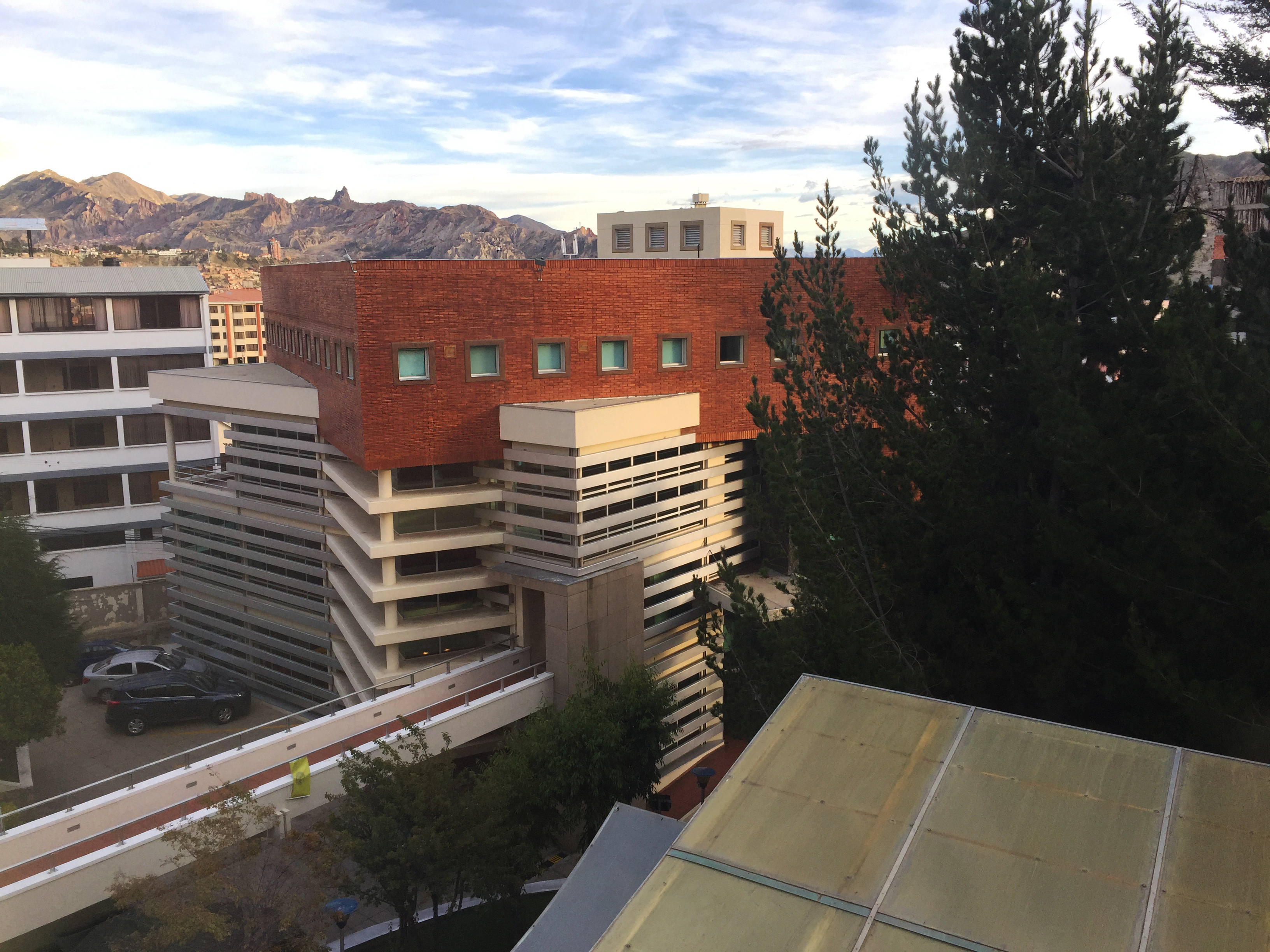
Biblioteca Central de la Universidad Católica Boliviana

La Biblioteca Central de la UCB está orientada a “Apoyar a la comunidad universitaria en actividades de investigación y de formación continua, a través de la dotación de servicios y productos de información que motiven la generación y transmisión de conocimientos y de valores culturales para aportar al desarrollo de la sociedad boliviana”.
La construcción de la nueva Biblioteca Central UCB se concluyó el año 2006 y tiene una capacidad real de 200 espacios para lectura y 50 equipos de computación, distribuidos en seis plantas con  salas de lectura y estudio, las cuales disponen de acceso inalámbrico a Internet.
Existen diferentes modalidades de acceso al material bibliográfico-documental, como son la estantería abierta (Planta Baja), estantería cerrada (Subsuelos) donde se encuentran monografías, tesis, proyectos de grado y material audiovisual. A través de la página web de la universidad se puede ingresar a diferentes recursos electrónicos como E-books, las bibliotecas virtuales y bases de datos especializadas en diferentes áreas temáticas.
La biblioteca ofrece el catálogo en línea, navegación en Internet y varios puntos de red conectados a la red computacional de la Universidad, como también se encuentran a disposición de los usuarios equipos de computación en el segundo y cuarto piso.
El sistema de préstamo y devolución de libros es automatizado. Los usuarios tienen acceso al catálogo electrónico que les permite recuperar información utilizando diferentes opciones de búsqueda con el código personal que proporciona el Centro de Sistemas de Información.
Todos los usuarios tienen acceso a orientación y capacitación continua en el uso y manejo de todos los recursos que se ofrecen en la Biblioteca Central.
La biblioteca cuenta con personal especializado en el área de Bibliotecología, Ciencias de la información, Comunicación e Informática y está capacitado para brindar una atención adecuada a todos los usuarios.

## Sedes en Bolivia

### Sede La Paz
Página web oficial Sede La Paz

### Sede Cochabamba
Página web oficial Sede Cochabamba

### Sede Santa Cruz
Página web oficial Sede Santa Cruz

### Sede Tarija
Página web oficial Sede Tarija

## COMUNIDAD UCB

### Taller de teatro

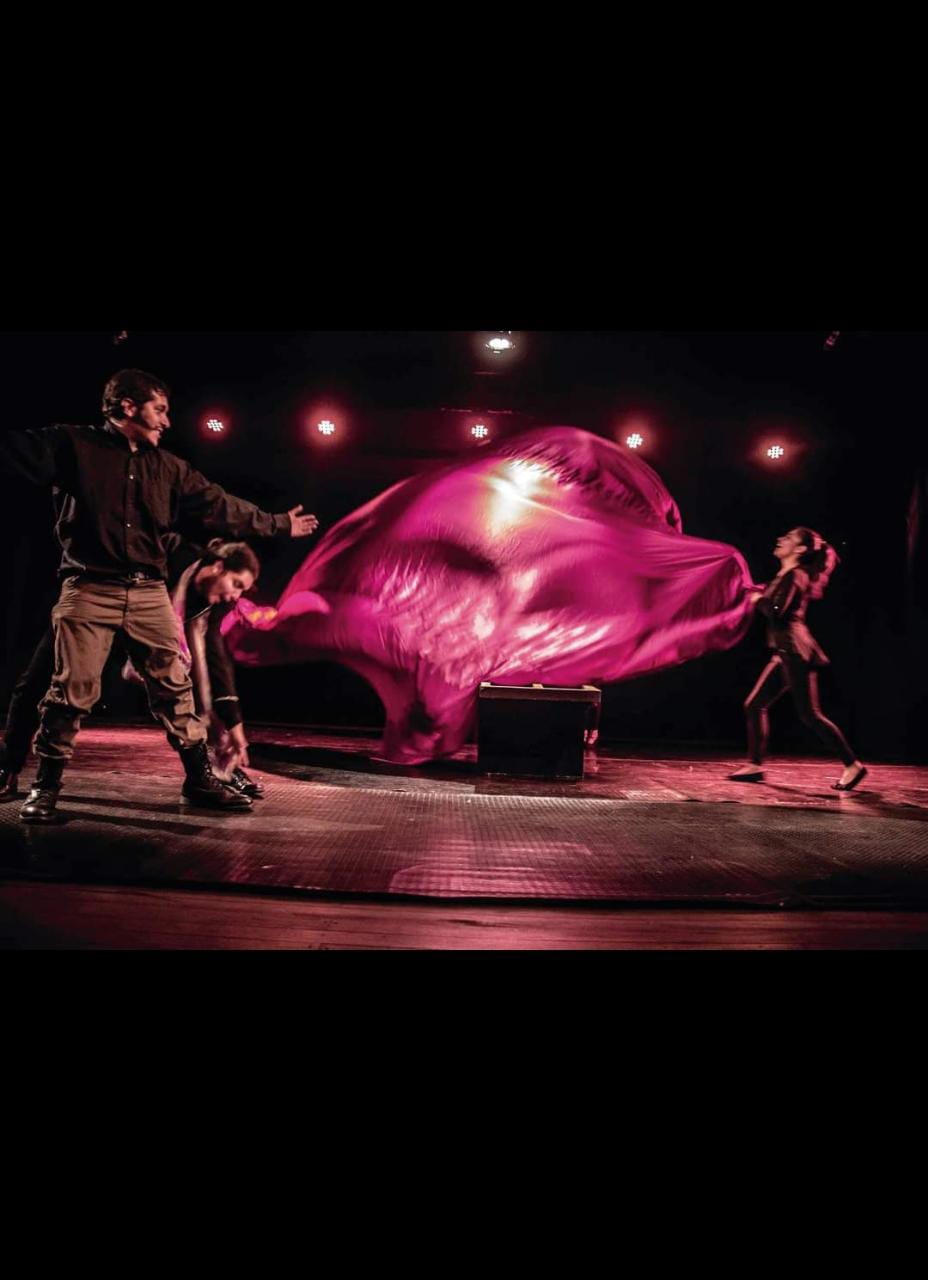
Teatro

El taller de teatro en la UCB fue fundado en 1968, bajo la dirección de Carmina Morón, actriz española y prestigiosa directora de teatro que presentó obras de teatro universales y de gran popularidad entre el público: Fuenteovejuna, Volpone el Zorro, La Casa de Te de la Luna de Agosto y Diálogos de Carmelitas. Posteriormente, el teatro universitario fue dirigido por Gabriel Martínez, Rosemary Canedo y Eduardo Perales, hasta que en 1992 se creó el Taller de Teatro cuya dirección se encomendó a David Monarca. 
El taller de teatro de la UCB, brinda una experiencia acerca del ejercicio dramático como posibilidad de favorecer el desarrollo de los medios de expresión: voz, cuerpo, gestualidad, asertividad, etc., fortaleciendo así la personalidad de los estudiantes. Luego de una serie de ejercicios dramáticos se dan pautas sobre el trabajo corporal y escénico, y la escritura de guiones se produce colectivamente. Dentro del taller se reflexiona sobre los temas que incumben a la sociedad. 
Muchos de los integrantes del Taller de Teatro son profesionales en las Artes Escénicas, este es el caso de: Rodrigo Ayo, Luigi Antezana, Percy Jiménez, Pedro Grossman, Cristian Mercado, Patricia García, Erika Andia, Javier Soria, Reynaldo Pacheco, Jhazel Vargas, Alejandro Cambero, Camila Urioste, Adriana Sanjinés, entre otros. 
El Taller de Teatro participó en el XVIII Festival Nacional de Teatro Universitario ”Bicu Bicu 2013” donde se valoró el trabajo actoral, la interpretación, la veracidad y la puesta en escena. 
El Taller de Teatro UCB participó con la obra ´´La historia de un soldado´´. Escrita por Igor Stravisnki y Charles Ferdinand Ramuz, estuvo dirigido por David Mondacca. Roberto Gonzales fue distinguido como el “Mejor Actor Secundario “y David Mondacca como el “Mejor Director”. Alejandro Cambero recibió el reconocimiento como el “Mejor Actor Principal”. 
La Musa del Trasgo, una creación colectiva de Taller de Teatro de la UCB, dirigida por el Maestro David Mondacca, ganó el premio de la séptima versión del Concurso Municipal de Teatro “Raúl Salmon”. 
El Taller de Teatro se encuentra trabajando en un proyecto de orientación vocacional en colegios de La Paz y varios de sus integrantes son parte activa de la puesta en escena de Aparapita, dirigida por Claudia Andrade y David Mondacca (2012 y 2013). 
Se otorga una beca a estudiantes que han cursado al menos un semestre en la UCB e integran uno de los talleres culturales o deportivos. Los requisitos son: 
- Ser parte de un taller cultural o equipo deportivo.

- Haber aprobado el semestre previo.

- Presentarse a la convocatoria de taller o deporte.

El Taller de Teatro brinda un espacio donde los estudiantes puedan ser parte de la experiencia de participar en artes escénicas donde podrán desarrollar los medios de expresión: voz, cuerpo, gestualidad, acertividad, etc.  

### Taller de Ballet Folklórico

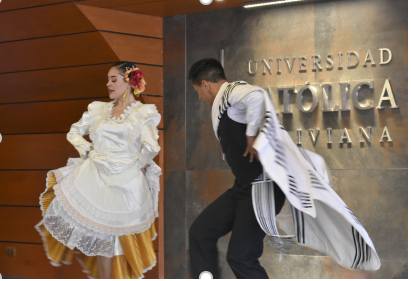
Ballet folklórico

Es el tercer taller más antiguo de la UCB fundado en 1986 por Norah Valverde, desde esa fecha ha representado a la Universidad Católica Boliviana “San Pablo” en diferentes festivales y eventos nacionales y ha realizado giras por varios países europeos. 
Es el elenco de ballet folclórico universitario más antiguo de La Paz, que cuenta con más de 35 coreografías y vestuario propios de danzas del repertorio nacional y cuenta con seis cuerpos de baile y más de 65 alumnos.  El taller ha representado a Bolivia y a la UCB en diferentes festivales internacionales.  
Directora Maestra Norah Valverde y coreógrafa del Ballet Folclórico desde su fundación, es pionera en la creación de elencos de danza a nivel universitario. Ha creado y dirigido el Festival Internacional de Danzas folclóricas “La danza integradora de culturas” en 2011. Desde hace 19 años es docente de las materias Etnografía y Folclore, así como de Métodos y Técnicas de Investigación en la Carrera de Administración Turística de la UCB 

### Taller De Danza Moderna

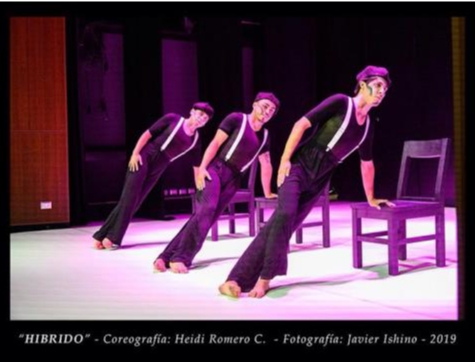
Danza Moderna

El Taller de Danza Moderna, fundado en 1993, por Heidi Romero Cazorla, viene funcionando 29 años. Brindando al estudiantado la posibilidad de sumergirse en el fascinante mundo de la danza moderna, género donde se muestra la expresión corporal de los bailarines inspirados en el expresionismo y otras corrientes vanguardistas, dándoles la oportunidad de ser sus propios coreógrafos y crear los movimientos de su danza. El taller de teatro funciona en ambientes de la Universidad, los espectáculos que presenta el Taller se elaboran con el apoyo del actual director Fabricio Ferrufino, quien es un gran impulsor de este tipo de danza, formando bailarines que destacan, tanto a nivel local, nacional e internacional. 
Los alumnos destacados pueden solicitar una beca de acuerdo a los logros alcanzados, es así que la Universidad Católica boliviana apoya el talento de sus alumnos destacados. 

### Taller de Coro

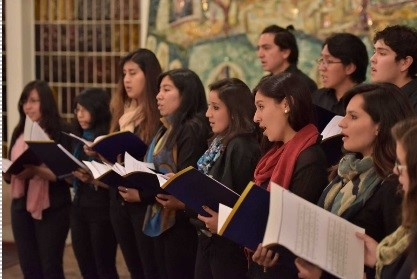
Taller de coro

Cuenta con 30 voces, bajo la dirección del maestro Ramiro Soriano Arce, dentro de los cuales se cuenta con la participación de exintegrantes e invitados del coral ¨Nova¨. 
Fue fundado en 1968 bajo la dirección del maestro Carlos Rosso y desde al año 1992 lo dirige el maestro Ramiro Soriano. Tiene como objetivo ofrecer la posibilidad de un acercamiento a las diversas manifestaciones del canto coral universal. 
Los ámbitos en que se desarrolla incluyen: 
- Música popular

- Música Coral renacentista

- Muisca sacra de diversas épocas

- Diversidad de la música boliviana

El taller de coro de la Universidad Católica Boliviana ´´San Pablo´´ grabó su primer disco en el año 2007 

### Tuna UCB

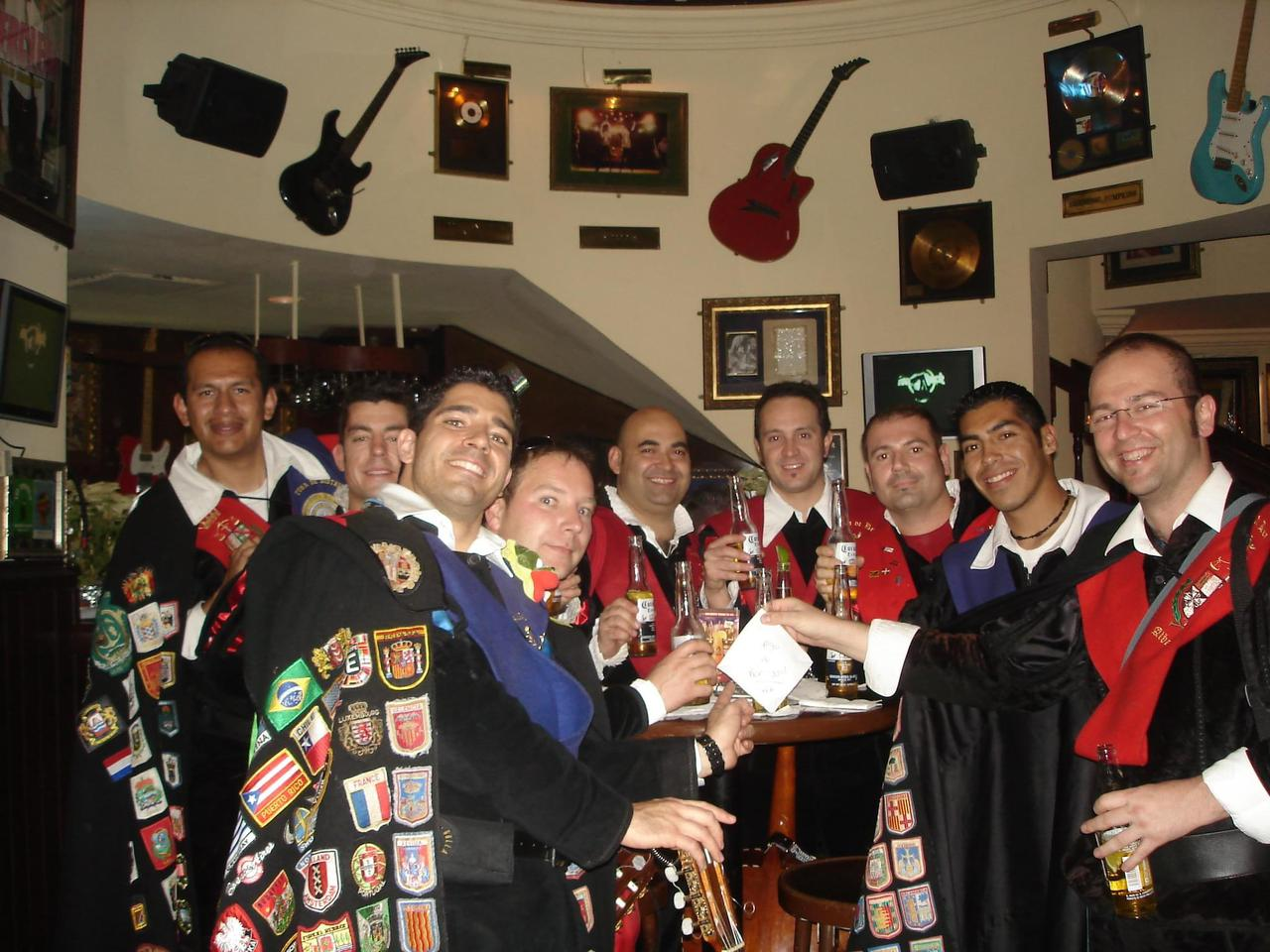
La Tuna

La TUNA de la UCB es una hermandad universitaria conformada por estudiantes de distintas carreras de la universidad. Un grupo de jóvenes que dedican su tiempo libre a la composición de música acústica. Estas actividades se llevan a cabo en las instalaciones de la Universidad Católica Boliviana. Este grupo de estudiantes está dirigido por Gustavo López. La Tuna de la UCB fue fundada en 1996. 
La Tuna, fuera de realizar actividades musicales, también logró ganar múltiples reconocimientos y la grabación de su propio disco musical en España. En 2007, la tuna grabó su primer disco titulado “El Andariego”. La Tuna universitaria también realiza viajes a otros países representando a la Universidad Católica Boliviana. 
La Tuna universitaria ofrece la oportunidad de entrar a la beca cultural a los estudiantes que aplican a ella. La beca cultural se otorga a estudiantes que han cursado al menos un semestre en la UCB e integran uno de los talleres culturales o equipos deportivos. Los requisitos son los siguientes:
- Ser parte de un taller cultural o un equipo deportivo

- Haber aprobado el semestre previo

- Presentarse a la convocatoria de taller o deporte

### Club de Deportes

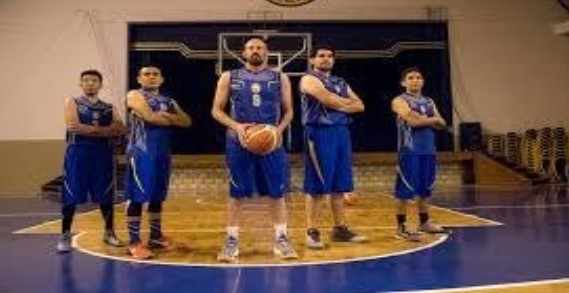
Deporte

Un club deportivo tiene como objetivo la promoción y la práctica de diferentes modalidades deportivas y la participación en competiciones o actividades deportivas. Todos los años se realizan los juegos Deportivos Inter carreras de futsal, básquetbol, voleibol y ajedrez con participación de aproximadamente 700 estudiantes. El club “La Cato” es la institución deportiva amateur más importante de La Paz. 
El club “La Cato” en sus más de 30 años de vida, obtuvo cerca de 450 trofeos por su exitoso desempeño en torneos locales, nacionales e internacionales. Un beneficio de integrar parte de un equipo deportivo es poder solicitar la beca “Beca aporte a la cultura y el deporte". El porcentaje de la beca estará en función de los logros y de la evaluación del desempeño cultural o deportivo, según sea el caso, así como el cumplimiento de lo establecido en el requisito general.

## Investigación

### Centros y institutos de investigación
- Instituto de Investigaciones Socioeconómicas
- Instituto de Investigaciones en Derecho Administrativo
- Instituto para el Desarrollo del Emprendimiento y la Competitividad / ePC
- Instituto de Estudios en Ética Profesional
- Instituto para la Democracia
- Instituto de Investigaciones en Ciencias del Comportamiento
- Instituto de Investigación de Medicina
- Instituto de Investigación sobre Asentamientos Humanos
- Centro de Investigación Boliviano de Estudios Sociales y de la Comunicación
- Centro de Investigación en Ciencias Exactas e Ingenierías
- Centro de Investigación en Ciencias Sociales
- Centro de Investigación en Ciencias Sociales y Empresariales
- Centro de Investigación en Diseño
- Centro de Investigación del Departamento de Administración Economía y Finanzas
- Centro de Investigación, Desarrollo e Innovación en Ingeniería Mecatrónica
- Centro de Investigación para el Desarrollo Sostenible del Oriente Boliviano
- Centro de Investigaciones y Estudios Antropológicos
- Centro de Investigación de Ingeniería Comercial
- Centro de Investigación de Ingenierías y Ciencias Exactas
- Centro de Investigación e Innovación en Cadena de Suministro
- Centro de Investigación en Agua, Energía y Sostenibilidad
- Centro de Investigación y Transferencia para la Productividad Empresarial
- Centro de Investigación y Servicios en Turismo
- Unidad de Investigación Experimental

## Personajes Destacados
- Agustín Zambrana, abogado y Periodista Director de El Bunker
- José Manuel Ormachea Mendieta, diputado nacional por Comunidad Ciudadana (CC)